# Русско-византийская война (988)
Русско-византийская война 988 года или Взятие Корсуни — осада и захват киевским князем Владимиром византийского города Херсонес в Крыму в 988 или 989 году.
В сознании древнерусских книжников захват Корсуни неразрывно связан с последовавшим затем Крещением Руси. Собственно рассказ о боевых действиях являлся лишь обрамлением для описания важнейшего этапа в жизни народа — принятия веры в Иисуса Христа. Осада и захват Корсуни в 988 году привёл к крещению Владимира Святославича, женитьбе на византийской принцессе Анне и последующему распространению на Руси православия. По другой версии, захват Херсонеса в 989 году произошёл уже после крещения Владимира в 987 году как средство давления на Византию с целью заставить её выполнить взятые обязательства выдать Анну за Владимира, взамен на помощь отряда Владимира в подавлении восстания Варда Фоки.
Падение Корсуни отражено лишь в древнерусских источниках, за исключением единственного упоминания об этом событии современником, византийским историком Львом Диаконом.

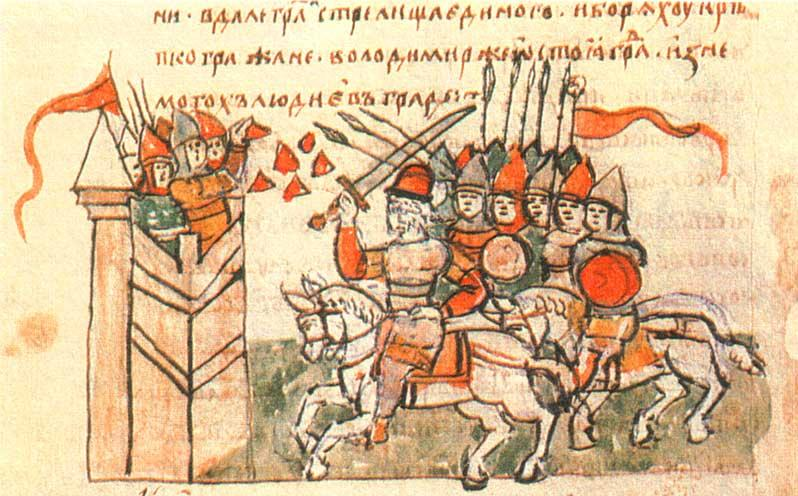
Поход Владимира на Корсунь. Миниатюра из Радзивилловской летописи

## Предыстория конфликта
После войны киевского князя Святослава с Византией в 970—971 годах отношения между Византийской империей и Киевской Русью оставались недружественными. Когда Святослав погиб в 972 году в схватке с печенегами на днепровских порогах, на Руси разгорелась междоусобная война между его сыновьями за киевский престол. Победил князь Владимир в 978 году и с тех пор совершал военные походы на соседей.
Укрепление Киевской Руси заставило киевского князя задуматься о принятии религии, которая могла бы стать государственной на Руси. Выбор пал на православие. По «Повести временных лет» Владимир к 988 году решил принять крещение в греческом городе Корсунь в Крыму, причём последующий захват города и крещение описываются в рамках агиографической традиции с сопутствующими чудесами.
В Византии с 976 года правил молодой император Василий II, который с самого начала правления столкнулся с разгромом своего войска болгарами и мятежом военачальников. Сначала восстал командующий восточными армиями империи Варда Склир. Для борьбы с ним направили в 978 году бывшего мятежника Варду Фоку, популярного в войсках. Однако тот, одержав победу над Вардой Склиром, в 987 году провозгласил себя императором. В начале 988 года мятежные войска подошли к византийской столице Константинополю, от которого их отделял только пролив Босфор. Одновременно, по словам сирийского историка XI века Яхъя Антиохийского, болгары опустошали владения Византии на западе.
Князь Владимир со своим отрядом участвовал в битве против Варды Фоки у города Абидос на стороне Василия II, который пообещал за помощь отдать ему в жены свою сестру Анну.

## Русско-византийский союз
Василий II отчаянно нуждался в военной помощи, когда узнал о желании киевского князя Владимира принять крещение. Яхъя Антиохийский, обычно точно отражающий хронологию событий, так рассказал о русско-византийском союзе:

«Был им [Вардой Фокой] озабочен царь Василий по причине силы его войск и победы его над ним. И истощились его богатства и побудила его нужда послать к царю русов — а они его враги, — чтобы просить их помочь ему в настоящем его положении. И согласился он на это. И заключили они между собою договор о свойстве и женился царь русов на сестре царя Василия [Анне], после того, как он поставил ему условие, чтобы он крестился и весь народ его стран, а они народ великий. И не причисляли себя русы тогда ни к какому закону и не признавали никакой веры. И послал к нему царь Василий впоследствии митрополитов и епископов, и они окрестили царя и всех, кого обнимали его земли, и отправил к нему сестру свою, и она построила многие церкви в стране русов. И когда было решено между ними дело о браке, прибыли войска русов и соединились с войсками греков, которые были у царя Василия, и отправились все вместе на борьбу с Вардою Фокою морем и сушей, в Хрисополь. И победили они Фоку…»

О размере русской военной помощи Византии сообщил армянский историк Стефан Таронский, современник князя Владимира. Он назвал цифру в 6 тысяч воинов. По Яхъю соединённые силы русов и греков разгромили войска Варды Фоки под Хрисополем (на азиатском берегу Босфора) в конце 988 года, а 13 апреля 989 года союзники в сражении под Абидосом покончили с Вардой Фокой. Яхъя Антиохийский упоминает о боевых действиях русов в составе византийского войска и после, в северной Сирии в 999 году.
Таким образом, русско-византийский союз был заключён не позднее осени 988 года, после чего русский корпус воевал в составе византийской армии по крайней мере до начала XI века. Согласно восточным источникам союзу предшествовали решение князя Владимира креститься и согласие императора Василия II выдать свою сестру замуж за Владимира.
Владимир крестился в 987 году, так как его самое раннее «Житие», составленное монахом Иаковом, сообщает, что «по святом крещении поживе блаженный князь Владимир лет 28», а также «крестижеся князь Владимир в десятое лето по убиении брата своего Ярополка». Более поздний источник «Повесть временных лет» соединяет крещение Владимира с крещением всей Руси и походом на Корсунь.

## Поход на Корсунь

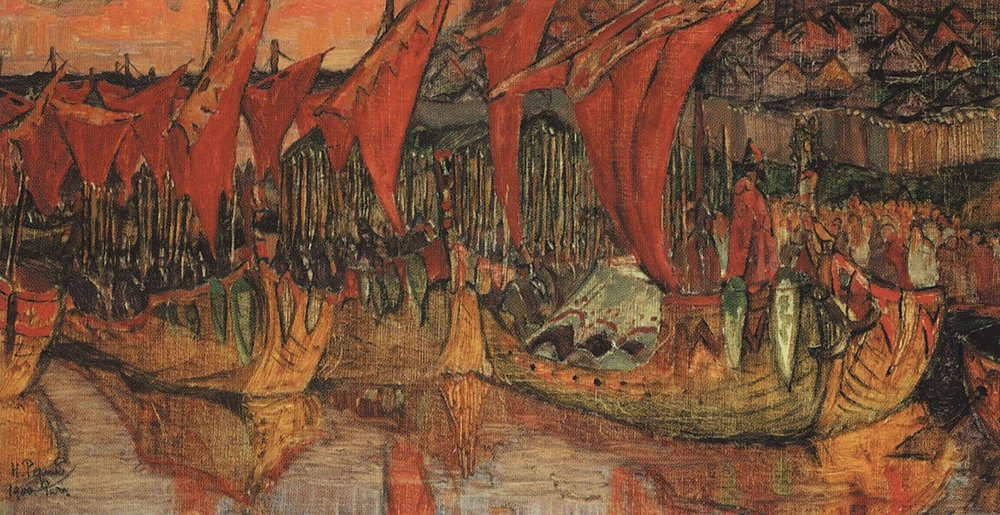
Поход Владимира на Корсунь. Н. Рерих, 1900 г.

### Хронология похода
Повесть временных лет датирует поход весной—летом 988 года, что в целом не противоречит восточным свидетельствам о заключении русско-византийского союза.
Однако византийский историк Лев Диакон, единственный из греков упомянув о захвате Херсонеса (Корсуни) «тавроскифами», приурочил это событие к комете, наблюдаемой в июле-августе 989 года. «Житие» монаха Иакова сообщает: «На другое лето по крещении к порогам ходил, на третье лето Корсунь город взял». То есть взятие города произошло в 989 году.
В таком случае вызывает вопрос участие крупного русского соединения в составе византийского войска в то время, когда Владимир осаждает греческий город. Историки выдвигают различные версии, объясняющие поход Владимира на Корсунь. По наиболее распространённой версии Византия, получив шеститысячный русский отряд, не торопилась выполнить унизительный с её точки зрения договор: отдать замуж за «варвара», крещённого без участия византийской церкви, родную сестру императора. Захват Корсуни и угроза пойти на Царьград стали средством, принудившим Василия II к исполнению обязательств породниться с «тавроскифами». Выдвигалась другая версия, что город отложился от империи, присоединившись к мятежу Варда Фоки, и Владимир действовал против него как союзник Василия II.
По разным средневековым источникам осада Корсуни заняла от 6 до 9 месяцев, что допускает возможность начала осады осенью 988 года (уже после отправки воинского отряда на помощь Василию II), а падение Херсонеса — летом 989 года .

### Крепость Корсунь

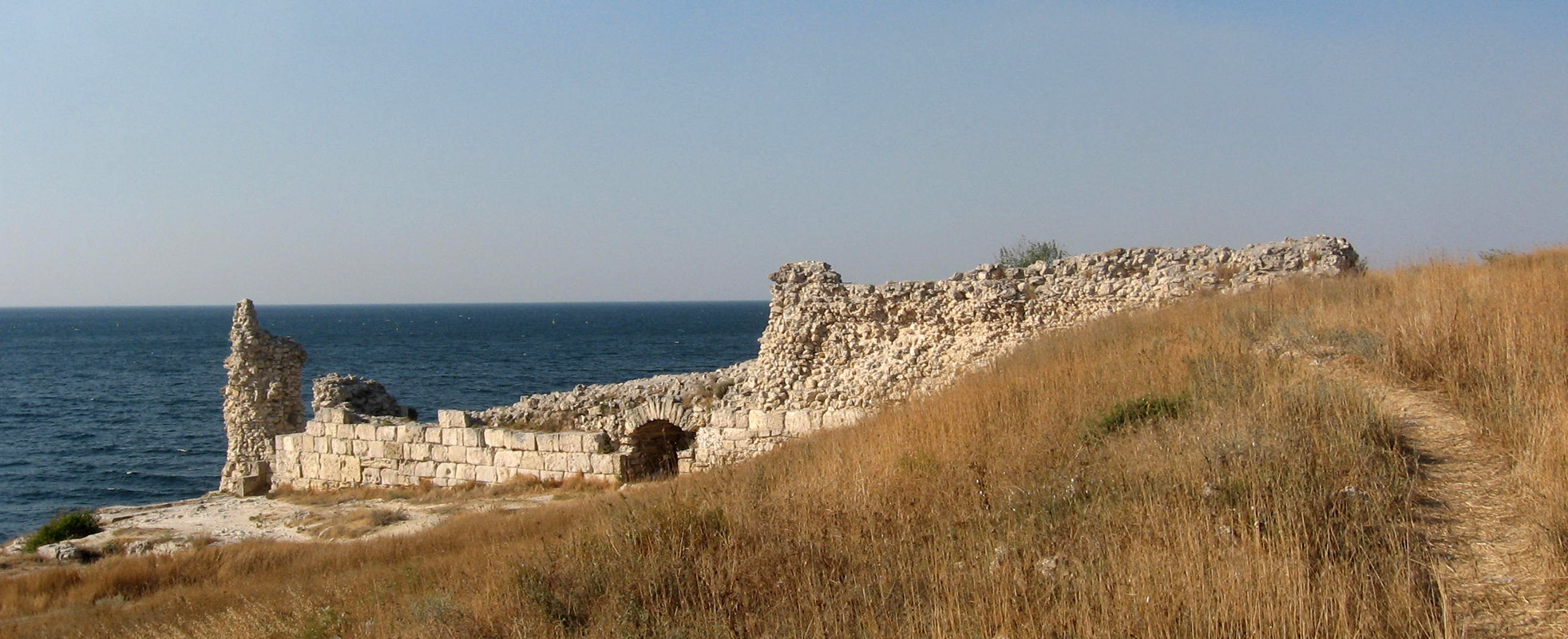
Руины Херсонеса

Древний Херсонес Таврический (древнерус. Корсунь, совр. территория Севастополя) располагался на скалистом участке побережья Крыма, примыкая на востоке к бухте Карантинная и вытягиваясь вдоль берега моря в сторону бухты Песочная на западе. Основали его в конце V в. до н. э. греческие колонисты, выходцы из Гераклеи Понтийской.
Оборонительная система в Средние века представляла собой мощную крепостную стену по всему периметру, включая и со стороны моря. Общая протяжённость стен — 2,9—3,5 км, толщина до 4 м. Открыто 32 башни, 7 боевых калиток и 6 ворот. Высота стен достигала 8—10 м, башен 10—12 м Нижняя наружная часть стен сложена из крупных, тщательно отёсанных и пригнанных известняковых блоков. Выше использовались для кладки более мелкие блоки на известковом растворе.

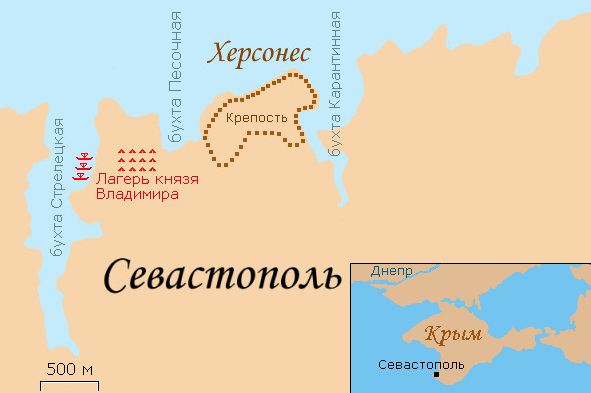
Крепость Херсонес в Крыму

На наиболее угрожаемом южном участке (дальнем от моря) перед основной стеной была сооружена более низкая вспомогательная стена (протейхизма), сильно затрудняющая подступ к стенам.
За Песочной бухтой к западу находится Стрелецкая бухта, где по предположению историков высадился Владимир с войском.

### Повесть временных лет
Наиболее ранний древнерусский летописный свод из дошедших до нашего времени, «Повесть временных лет», так описывает осаду и захват Корсуни:

«В 6496 (988) году пошёл Владимир с войском на Корсунь, город греческий, и затворились корсуняне в городе. И стал Владимир на той стороне города у пристани, в расстоянии полета стрелы от города, и сражались крепко из города.

Владимир же осадил город. Люди в городе стали изнемогать, и сказал Владимир горожанам: „Если не сдадитесь, то простою и три года“. Они же не послушались его, Владимир же, изготовив войско своё, приказал присыпать насыпь к городским стенам. И когда насыпали, они, корсунцы, подкопав стену городскую, выкрадывали подсыпанную землю, и носили её себе в город, и ссыпали посреди города. Воины же присыпали ещё больше, и Владимир стоял.
И вот некий муж корсунянин, именем Анастас, пустил стрелу, написав на ней: „Перекопай и перейми воду, идет она по трубам из колодцев, которые за тобою с востока“. Владимир же, услышав об этом, посмотрел на небо и сказал: „Если сбудется это, — сам крещусь!“. И тотчас же повелел копать наперерез трубам и перенял воду. Люди изнемогли от жажды и сдались.»

После захвата города Владимир потребовал у византийского императора его сестру, обещав взамен креститься; дождался там Анны с церковной свитой, после чего крестился, заключил брак и вернул Корсунь Византии. По возвращении в Киев Владимир приступил к крещению народа с помощью византийских священников. Летописец замечает, что князь вывез из Корсуни не только мощи святых и иконы, но и прочие трофеи, включая всякую утварь и медные статуи.
Историк В. В. Мавродин предполагал, что Корсунская легенда о крещении Владимира была внесена в начальную летопись одним из корсунских священников, так как летописец хорошо знал топографию Херсонеса и вставлял греческие слова в русский текст. Легендарный характер захвату Корсуни придают агиографические штампы, то есть традиционное соединение реальных событий с описанием чудес, происходящих во время этих событий (внезапная слепота Владимира и прозрение после крещения).

### Житие Владимира особого состава
Несколько иная версия похода на Корсунь излагается в «Житии Владимира особого состава».
Согласно ему вначале Владимир просил за себя дочь «князя Корсунского града», но тот с презрением отказал язычнику. Тогда оскорблённый Владимир собрал войско из «варяг, словен, кривичей, болгар с черными людьми» и двинулся покарать обидчика. Во время осады некий варяг из Корсуни по имени Ждберн (или Ижберн) послал стрелу в лагерь к своим соплеменникам варягам и крикнул: «Донесите стрелу сию князю Владимиру!» К стреле была привязана записка с сообщением: «Если будешь с силою стоять под городом год, или два, или три, не возмешь Корсуня. Корабельники же приходят путём земляным с питием и с кормом во град.» Владимир велел перекопать земляной путь и через 3 месяца взял город.
Далее последовало изнасилование Владимиром дочери князя Корсуни:

«А князя корсунского и с княгинею поймал, а дщерь их к себе взял в шатер, а князя и княгиню привязал у шатерной сохи и с дщерию их пред ними беззаконство сотворил. И по трех днях повелел князя и княгиню убить, а дщерь их за боярина Ижберна дал со многим имением, а в Корсуни наместником его поставил…»

Возможно в этом эпизоде автор Жития хотел подчеркнуть варварство русского князя, который просветлел духом только после крещения, однако в данном случае Владимир скопировал образ своих предыдущих действий по отношению к полоцкому князю Рогволоду и его дочери Рогнеде. Захватив Корсунь, Владимир отправил в Царьград посольство во главе с военачальником Олегом и варягом Ждберном. Эти персонажи не известны по другим источникам.
Таким образом, «Житие особого состава», несмотря на противоречия с другими источниками, передаёт историю падения Корсуни более реалистично и с большими подробностями, чем «ПВЛ». Однако историков настораживает не ясная версия с «земляным путём», по которому в город экипажами кораблей доставлялись вода и продовольствие. Версия «ПВЛ» с перекопанным водопроводом очевидна, хотя не вполне понятна зависимость крупной, хорошо укреплённой крепости от внешнего водопровода, расположение которого не могло долго храниться в тайне от врага.
Историки не исключают, что обе истории захвата Корсуни имеют под собой реальную основу, и наряду с исторически достоверным Анастасом, вошедшим в доверие к Владимиру после падения города, одновременно действовал варяг Ждберн, которому сподручнее было выпустить стрелу в сторону осаждавших и переговариваться с ними на одном языке.

## После похода
По крайней мере до 1000 года русский контингент, посланный Владимиром на помощь Византии, сражался в разных краях обширной империи. Известно о русах в составе греческого войска и позже, однако это уже были чисто наёмные отряды подобные варяжским.
После захвата Корсуни следующая русско-византийская война произошла спустя 55 лет в 1043 году при сыне Владимира киевском князе Ярославе. Около 1024 года, в смутное время борьбы за власть на Руси, отмечен набег русской вольницы на византийские острова в Эгейском море, но все 800 русских воинов были перебиты на Лемносе.
Город Корсунь после русского набега продолжал жить и поддерживать связи с Киевской Русью, однако постепенно угасал с ослаблением Византийской империи. В XII веке торговлю на Чёрном море захватили итальянские республики Венеция и Генуя, а в 1399 году город в очередной раз был разрушен татарами, после чего так и не оправился. После присоединения Крыма к России рядом с развалинами античного Херсонеса в 1783 году был основан Севастополь, который вскоре поглотил городище.
Багрянородная Анна, став женой князя «тавроскифов» при таких обстоятельствах, оставила добрую память на Руси распространением христианского учения. Она умерла раньше мужа, в 1011 году.
Анастас Корсунянин, предавший город в руки Владимира, достиг высокого положения при дворе князя. Став одним из основателей Десятинной церкви в Киеве, он после смерти Владимира перебежал в 1018 году к польскому королю Болеславу.